# Atletisme als Jocs Olímpics d'Estiu de 1920 - 1.500 metres masculins
Els 1.500 metres masculins va ser una de les proves del programa d'atletisme disputades durant els Jocs Olímpics d'Anvers de 1920. La prova es va disputar entre el 18 i el 19 d'agost de 1920 i hi van prendre part 29 atletes de 12 nacions diferents.

## Medallistes
| Or                | Plata                   | Bronze                 |
| Albert Hill (GBR) | Philip Noel-Baker (GBR) | Lawrence Shields (USA) |

## Rècords
Aquests eren els rècords del món i olímpic que hi havia abans de la celebració dels Jocs Olímpics de 1920.
| Rècord del Món | 3' 54.7" | John Zander    | Estocolm (SWE) | 5 d'agost de 1917    |
| Rècord Olímpic | 3' 56.8" | Arnold Jackson | Estocolm (SWE) | 10 de juliol de 1912 |

## Resultats

### Semifinals
- (Entre parèntesis temps estimat)

| Pos. | Atleta            | Nació          | Temps    |
| ---- | ----------------- | -------------- | -------- |
| 1    | Václav Vohralík   | Txecoslovàquia | 4'02"2   |
| 2    | Albert Hill       | Regne Unit     | (4'03"3) |
| 3    | André Audinet     | França         | (4'03"7) |
| 4    | Edvin Wide        | Suècia         | (4'03"8) |
| 5    | Edward Lawrence   | Canadà         | (4'03"9) |
| 6    | Carlo Martinenghi | Itàlia         | ND       |
| -    | Lucien Bangels    | Bèlgica        | Ab.      |
| -    | Edward Curtis     | Estats Units   | Ab.      |

| Pos. | Atleta              | Nació        | Temps    |
| ---- | ------------------- | ------------ | -------- |
| 1    | Sven Lundgren       | Suècia       | 4'07"0   |
| 2    | Duncan McPhee       | Regne Unit   | (4'07"2) |
| 3    | Lawrence Shields    | Estats Units | (4'07"4) |
| 4    | Armand Burtin       | França       | (4'07"7) |
| 5    | Eivind Rasmussen    | Noruega      | (4'08"2) |
| 6    | Tommy Town          | Canadà       | ND       |
| 7    | Giuseppe Bonini     | Itàlia       | ND       |
| 8    | Théophile Roeckaert | Bèlgica      | ND       |

| Pos. | Atleta              | Nació        | Temps    |
| ---- | ------------------- | ------------ | -------- |
| 1    | John Zander         | Suècia       | 4'08"1   |
| 2    | Arturo Porro        | Itàlia       | (4'09"0) |
| 3    | James Connolly      | Estats Units | (4'09"3) |
| 4    | Maurice de Conninck | França       | (4'09"8) |
| 5    | Léoncé Oleffe       | Bèlgica      | (4'11"5) |

| Pos. | Atleta             | Nació        | Temps    |
| ---- | ------------------ | ------------ | -------- |
| 1    | Joie Ray           | Estats Units | 4'13"4   |
| 2    | Philip Noel-Baker  | Regne Unit   | (4'14"3) |
| 3    | Léon Fourneau      | Bèlgica      | (4'14"8) |
| 4    | Fritz Kiölling     | Suècia       | (4'14"8) |
| 5    | René Leray         | França       | (4'15"0) |
| 6    | Saburo Hasumi      | Japó         | ND       |
| -    | Johannes Villemson | Estònia      | DSQ      |
| -    | Juan Muguerza      | Espanya      | Ab.      |

### Final
| Pos. | Atleta            | Nació          | Temps oficial | Temps oficiós |
| ---- | ----------------- | -------------- | ------------- | ------------- |
| 1    | Albert Hill       | Regne Unit     | 4'01"8        |               |
| 2    | Philip Noel-Baker | Regne Unit     |               | 4'02"3        |
| 3    | Lawrence Shields  | Estats Units   |               | 4'03"0        |
| 4    | Václav Vohralík   | Txecoslovàquia |               | 4'04"6        |
| 5    | Sven Lundgren     | Suècia         |               | 4'06"3        |
| 6    | André Audinet     | França         |               | 4'06"4        |
| 7    | Arturo Porro      | Itàlia         |               | 4'06"6        |
| 8    | Joie Ray          | Estats Units   |               | 4'10"0        |
| 9    | Léon Fourneau     | Bèlgica        |               | 4'10"3        |
| 10   | René Leray        | França         | No disponible | No disponible |
| -    | Duncan McPhee     | Regne Unit     | Abandona      | Abandona      |
| -    | James Connolly    | Estats Units   | Abandona      | Abandona      |
| -    | John Zander       | Suècia         | Abandona      | Abandona      |